# بندبن (ساری)
بندبن، روستایی است در نود کیلومتری جنوب ساری در کوهستان‌های البرز از توابع بخش چهاردانگه شهرستان ساری در استان مازندران ایران و در نزدیکی محدودهٔ شهرستان مهدیشهر در استان سمنان است.
بندبن در مسیر خود آخرین روستای استان مازندران می‌باشد و جادّهٔ ارتباطی با رسیدن به این روستا پایان می‌یابد و سپس از طریق یک راه مالرو و با گذر از تنگهٔ زیبای رودبارک، به روستاری رودبارک (بالا، پائین) که آن نیز در مسیر خود آخرین و شمالی‌ترین روستاهای استان سمنان می‌باشد می‌رسیم.

## جمعیت
این روستا در دهستان چهاردانگه قرار داشته و براساس آخرین سرشماری مرکز آمار ایران که در سال ۱۳۸۵ صورت گرفته، جمعیت آن ۱۱۴نفر (۳۴خانوار) بوده‌است.